# La pasión de Teresa (telenovela)
La pasión de Teresa es una telenovela venezolana fue producida y transmitida por RCTV en el año 1989. Una historia original escrita por Isben Martínez. 
Protagonizada por Astrid Carolina Herrera y Carlos Mata, con las participaciones antagónicas de Mimí Lazo, Carlos Cámara Jr. e Hilda Abrahamz, con las actuaciones estelares de Gledys Ibarra, Carlota Sosa y Reina Hinojosa.

## Trama
Teresa (Astrid Carolina Herrera), a punto de tomar los votos, se entera de que su padre muere víctima de un complot; decide vengarse, pero su intención se ve temporalmente frustrada por la maldad de su madrastra, quien le provoca una eventual ceguera. En ese momento conoce a Guillermo (Carlos Mata) de quien se enamora perdidamente; sin embargo, el destino puede jugarles una mala pasada, pues existe la amenaza del diabólico hermano gemelo de Guillermo, quien acecha la felicidad de la pareja.

## Elenco
- Astrid Carolina Herrera - Teresa De Jesús Velasco
- Carlos Mata - Guillermo Valdéz y Alberto Valdéz
- Hilda Abrahamz - Peggy San Juan
- Mimi Lazo - Sabrina Carvajal De Velasco
- Carlos Cámara Jr. - Don Arístides Vargas
- José Oliva (†) - Don Juan Milton
- Elisa Parejo - Doña Azalea
- Humberto Tancredi (†) - Abog. Arias †
- Reina Hinojosa - Consuelo Méndez
- Gledys Ibarra - Dolores Acevedo
- Guillermo Ferran (†) - Don Juvenal Pineda
- Irina Rodríguez - Bélgica Pineda Velasco
- Carlota Sosa - Franca Velasco De Pineda
- Rosita Vasquez - Doña Amaranta Valdéz †
- Rebeca Alemán - Monja Rebeca
- Ana Karina Manco - Anamar López
- Mirna Morejon - Irlanda Pineda Velasco
- Bettina Grand - Eva Marina
- Lupe Gehrenbeck - Karen De Mujica †
- Dante Carle (†) - Don Diego López
- Pedro Duran - Felipe Obregón
- Carmen Arencibia (†) - Madre Agnes
- Manuel Gassol - Marroquín
- Veronica Doza - La Reina María Cervantes
- Ernesto Mérida (†) - Don Erasmo Velasco †
- Ana María Paredes - Madre Denisse †
- Jenny Noguera - Sobeida Acevedo
- José Luis Silva - Franklin Delano Acevedo
- Yajaira Paredes - Jueza Julieta Ferrer Maldonado
- Zulay Garcia - Señorita Evarista Useche
- Olga Rojas - Señorita Victoria Aponte
- Isabel Herrera - Primitiva Hidalgo
- Vicky Franco (†) - Doña Zenaida Torres
- Domingo Del Castillo (†) - Padre Hurtado
- Amado Zambrano - Alejandro Mujica †
- Luis Rivas (†) - Nelson Osorio
- Malu Del Carmen (†) - Manguangua
- Gustavo Camacho - Detective Jimenez
- Aidita Artigas (†) - Doña Erlinda De López
- Lourdes Medrano (†) - Madre Mercedes
- María Del Pilar - Doña Tomasa Acevedo †
- Juan Frankis (†) - Sr. Napo Linares Medrano
- Luis Betancourt (†) - José Desgracia
- Enrique Ibáñez - Javier
- Ricardo Gruber - Bobby

- Datos: Q28517422